# Gisela Geiger-Nietsch
Gisela Geiger-Nietsch (* 21. Februar 1927 in Dresden; † 9. März 2013) war eine deutsche Juristin und Richterin am Bundessozialgericht.

## Leben
Gisela Geiger-Nietsch studierte nach ihrem Abitur Rechtswissenschaft in Leipzig und in Berlin. Nach den erfolgreichen bestandenen ersten und zweiten juristischen Staatsexamen war sie als Rechtsanwältin in Berlin tätig, bis sie im Juni 1955 Sozialrichterin wurde.
Ab dem Februar 1961 wechselte sie für fünf Jahre an das Hessische Sozialministerium, wo sie als Referentin für den Frauen- und Jugendarbeitsschutz zuständig war.
Im Anschluss war Geiger-Nietsch wiederum Richterin in der Sozialgerichtsbarkeit, zunächst am Sozialgericht Frankfurt am Main, vom November 1966 bis August 1975 am Hessischen Landessozialgericht, bis sie im September 1975 zur Richterin am Bundessozialgericht ernannt wurde. Hier war sie bis zum Eintritt in den Ruhestand Ende Februar 1989 Mitglied des 11. Senats, der seinerzeit für die Rentenversicherung der Angestellten sowie für die Altershilfe und Krankenversicherung der Landwirte zuständig war.
Gisela Geiger-Nietsch starb im Alter von 86 Jahren.